# Cratere Warren
Warren  è un cratere sulla superficie di Venere. Deve il proprio nome alla scrittrice statunitense Mercy Otis Warren, (1728-1814).